# 波朗克
波朗克（法語：Paulhenc）是法国康塔尔省的一个市镇，位于该省南部，和阿韦龙省接壤，属于圣弗卢尔区。该市镇总面积23.69平方公里，2009年时的人口为252人。

## 人口
波朗克人口变化图示
| 数据来源：INSEE |